# Кара Давут-паша
Кара Давут-паша (рођен око 1570, Босански санџак — 18 јануар 1623 Истанбул) Румелијски беглебег (1604) Анадолијски беглербег (1605), Капудан-паша (1618—1620) и Велики визир Османског царства 1622. године, за време владавине султана Мустафе I. Прозван је Кара, што на турском значи Црни.
Участвовао у гушењу устанка џелала, у Турско-Персијском рату (1612), као и у Турско-Пољском рату  (1621).
Наређење за убиство Османа II даје Султанија Халиме Давут је заједно са својим присталицама брутално убио Османа.Након његове смрти избија побуна против власти Султаније Халиме и њеног сина Мустафе IКако би спасила свога сина и себе даје наређење да се Давут погуби.

## Позадина
Давут-паша је био ожењен сестром султана Мустафе I, Халиме-султанијом и самим тим је био зет Османске династије. Почетком 1622. године, јањичари су се, под вођством Давута, побунили против султана Османа II, јер је он наводно хтео да направи нову Османску војску. И ако је било преговора о томе да се султан Осман убије, јањичарске старешине његову смрт нису одобравале, већ само свргнуће. Заједно са џелатима, Давут-паша је успео да султана Османа одведе у Једикуле (замак "7 кула") и тамо га мученички убије. Међутим, недуго после султан Османовог погубљења, његови људи су желели освету, па су по наредби султаније Косем, одвели Давута у Једикуле, пребили га и на крају задавили.